# مدیکر (ایالات متحده آمریکا)

مدیکر یک برنامه ملی بیمه اجتماعی است که توسط دولت فدرال ایالات متحده آمریکا از ۱۹۶۵ مدیریت می‌شود و دسترسی بیمه درمانی را برای آمریکاییان بالای ۶۵ سال و افراد جوان‌تر دارای ناتوانی و نیز افراد دارای مشکل دیالیز تضمین می‌کند. مدیکر به عنوان یک برنامه بیمه اجتماعی ریسک مالی مرتبط با بیماری را در جامعه پخش می‌کند تا از همه حفاظت کند و نتیجتاً نقش اجتماعی متفاوتی از بیمه گرهای خصوصی که باید برای تضمین قدرت پرداخت دین شان باید پرتفولیو شان را مدیریت کنند دارد.

## شرایط
به‌طور کلی، همهٔ اشخاص با سن ۶۵ سال و بالاتر که به مدت حداقل پنج سال قانوناً مقیم ایالات متحده بوده‌اند واجد شرایط مدیکر هستند. اشخاص معلول زیر ۶۵ سال نیز در صورت دریافت مزایای بیمهٔ تأمین اجتماعی معلولیت هم واجد شرایطند. شرایط خاص پزشکی نیز ممکن است باعث شود مردم واجد شرایط ثبت نام در مدیکر شوند.

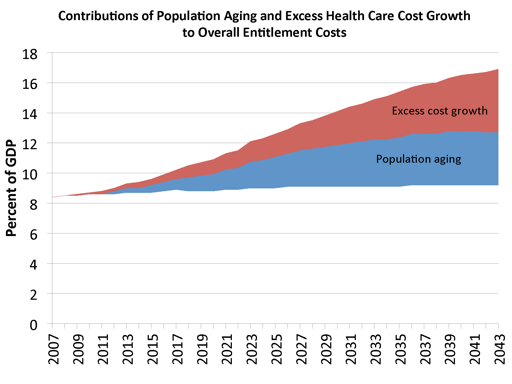
مخارج مدیکر و مدیکید به عنوان % از جی دی پی (۲۰۱۳)

افراد واجد شرایط پوشش مدیکر می‌شوند و از پرداختی‌های بخش ای آن کلاً معاف می‌شوند اگر شرایط زیر بر آنان قابل اطلاق باشد:
- ۶۵ ساله یا مسنترند و به مدت ۵ سال متوالی مقیم قانونی دائم یا شهروند ایالات متحده بوده‌اند، و آن‌ها یا همسرشان (یا همسر سابق واجد شرایط) به مدت حداقل ۱۰ سال مالیات مدیکر پرداخت کرده‌اند

یا
- زیر ۶۵ سال سن دارند، معلولند، و مزایای تأمین اجتماعی یا هیئت بازنشستگی راه آهن دریافت می‌کنند؛ آن‌ها پیش از واجد شرایط ثبت نام در مدیکر شدن باید حداقل ۲۴ ماه از تاریخ دریافت، یکی از این مزایا را دریافت کنند.

یا
- به خاطر نارسایی مزمن کلیه به‌طور پیوسته دیالیز می‌شوند یا نیز به پیوند کلیه دارند.

یا
- واجد شرایط بیمهٔ تأمین اجتماعی معلولیت هستند و اسکلروز جانبی آمیوتروفیک دارند (مشهور به‌ای ال اس).

## هزینه‌ها و چالش‌های بودجه‌ای
مدیکر در بلند مدت به دلیل افزایش کلی هزینه‌های سلامت، ثبت نام فزاینده با سالمند شدن جمعیت، و کاهش نسبت کارگران به ثبت نام کنندگان با چالش‌های مالی شایان توجهی مواجه است. مخارج کلی مدیکر پیش‌بینی می‌شود از $۵۲۳ میلیارد در ۲۰۱۰ به $۹۳۲ میلیارد تا ۲۰۲۰ برسد. از ۲۰۱۰ تا ۲۰۳۰، ثبت نام در مدیکر پیش‌بینی می‌شود از ۴۷ میلیون به ۷۹ میلیون افزایش یابد، و نسبت کارگران به ثبت نام کنندگان پیش‌بینی می‌شود از ۳٫۷ به ۲٫۴ برسد. به هر حال نسبت کارگران به بازنشستگان دهه‌ها به‌طور ثابت کاهش یافته و نظام‌های بیمهٔ اجتماعی به دلیل افزایش بهره‌وری کارگران پایدار مانده‌اند. شواهدی وجود دارد که افزایش بهره‌وری در آیندهٔ نزدیک تغییرات جمعیتی را جبران خواهد کرد.

## منبع
1. ↑  «مدیکر» (PDF). سازمان تأمین اجتماعی (آمریکا). بایگانی‌شده از اصلی (PDF) در ۹ فوریه ۲۰۱۷. دریافت‌شده در ۲۳ مارس ۲۰۲۰.
2. ↑  http://healthaffairs.org/blog/2012/02/15/medicare-and-commercial-health-insurance-the-fundamental-difference/
3. ↑  https://www.cms.gov/ReportsTrustFunds/downloads/tr2010.pdf
4. ↑  "Medicare Chartbook, 2010". Kaiser Family Foundation. October 30, 2010. Archived from the original on 2 April 2015. Retrieved October 20, 2013.{{cite web}}:  نگهداری یادکرد:ربات:وضعیت نامعلوم پیوند اصلی (link)